# 武庫令
武庫令（ぶこれい）は、紀元前3世紀の前漢から13世紀の金の時代まで、中国にあった官職である。武器庫を管理した。

## 歴史

### 秦
秦の制度は直接伝わらないが、前漢の制度は多く秦を引き継いでいるので、秦の時代にも武庫令があった可能性がある。

### 前漢
前漢の武庫令は太初元年（紀元前104年）まで中尉に属し、中尉が執金吾と改称してからは執金吾に属した。武庫令には副官として丞（武庫丞）が3人ついた。他の役所につく丞はふつう1人で、3人は多い。
武庫令が管理するのは長安の武庫で、高祖8年（紀元前199年）に未央宮がつくられたとき、前殿、太倉とともに建てられた。この武庫は極めて重要と認められていた。征和2年（紀元前91年）に巫蠱の禍を被った皇太子（劉挙）が反乱を起こしたときには、反乱軍が武庫を制圧し、兵器を取り出して用いた。
大将軍の王鳳には、将軍付きの武庫令があった。仕事がなくて暇だったという。
地方では、雒陽（洛陽）に重要な武庫があり、雒陽武庫令が管理した。
地方の郡や、漢に臣従する諸侯王の国にも武庫があったようで、「楚武庫印」という銅印と、「斉武庫丞」という封泥、東海郡の「武庫永始四年兵車器簿」が見つかっている。

### 後漢
後漢では、引き続き執金吾の下に武庫令が置かれ、丞が一人ついた。秩石は600石。

### 魏晋南北朝
三国時代の魏にも武庫があったが、それを管理する役人については史書に記載がない。
晋には武庫令があり、衛尉が統括した。
南北朝時代の南朝の宋にも武庫令があり、尚書庫部の下にあった。
梁には庫部尚書郎の下に南武庫署と北武庫署という官庁があり、長官に南武庫令と北武庫令がいた。それぞれに南武庫丞2人と北武庫丞2人がついた。それと同じか不明だが、衛尉卿が武庫令を統べていた。
北朝の斉（北斉）では、衛尉卿を長官とする衛尉寺という官庁の下に、武庫署という官庁が置かれ、その長官が武庫令であった。甲兵および吉凶の儀仗、すなわち鎧、武器、儀礼的な武器を掌った。武庫署にはまた修故局が付属し、修故丞が古い甲（鎧）などの修理にあたった。

### 隋
隋では、衛尉卿を長官とする衛尉寺の下に武庫署が置かれ、その長官は2人の武庫令で、2人の武庫丞がついた。官品は正八品と定められた。

### 唐
唐ははじめ都の長安にだけ武庫署を置いたが、開元25年（737年）に東都（洛陽）にも設けた。衛尉卿を長官とする衛尉寺に属した。
『旧唐書』は武庫令が両京に各1人いたとするが、『新唐書』では各2人である。官品は従六品下。俸銭は7千。
武庫丞は2人で官品は従八品下、府2人、史6人、監事1人がいて正九品上。他に典事2人、掌固5人がいた。『旧唐書』と『新唐書』では丞以下の人数は同じだが、『新唐書』ではその人数に各2人などすべて各の字がつ。
職務は、国家の武器・兵器を収蔵し、その種類と数を管理して、国の用に備えることである。また、皇帝の親征、大田（軍事訓練）、巡狩の際に儀式として雄の羊・猪・鶏の血を鼓に塗った。太子か大将が出征するときは、雄の豚を用いた。恩赦があるときには、金雞を鼓とともに宮城の門の右に置き、大理が府県の囚徒を連れて到着したとき、鼓を叩いた。鼓の音が止むと、集まった囚徒に皇帝の詔が宣べ伝えられた。

### 宋
宋にも武庫はあったが、倉庫一般として特別扱いされなかったり、衛尉寺の下で複数の倉庫（弓箭庫、南外庫、軍器衣甲庫、軍器弓槍庫、軍器弩剣箭庫）ごとに官吏が置かれたりして、武庫令が任じられることはなかった。

### 金
金では武庫署の長官として従六品の武庫令が置かれ、女真人をあてた。従七品の武庫丞が1人ついた。正八品の武庫直長は初め2人で、大定2年（1162年）以降1人となった。

### 明・清
明に武庫令はなく、兵部尚書を長とする兵部の下に、武庫郎中を長とする武庫清吏司を置いた。通称は武庫司である。副都の南京にも兵部と武庫司があり、武庫郎中がいた。
清もまた、兵部尚書を長とする兵部の下に、武庫郎中を長とする武庫清吏司を置いた。清末には陸軍改革があり、武庫司は軍実司に代わった。